# Liste bekannter Persönlichkeiten der Ruprecht-Karls-Universität Heidelberg
An der Ruprecht-Karls-Universität Heidelberg haben viele Personen, die Bekanntheit erlangt haben, studiert oder gelehrt. Folgende Liste bietet einen Überblick nach Fachgebieten, ohne jeden Anspruch auf Vollständigkeit.

## Medizin
- Johannes Christoph Ludwig Beringer (1709–1746) – Leibarzt des Speyerer Fürstbischofs
- Georg Blessing (1882–1941), ordentlicher Professor für Zahnheilkunde
- Markus W. Büchler – Chirurg und Hochschullehrer
- Vincenz Czerny (1842–1916) – Chirurg und Krebsforscher
- Maximilian Joseph von Chelius – Chirurg
- Jörg Debatin – Professor Dr. med. (1961) ärztlicher Direktor des Universitätsklinikum Hamburg-Eppendorf
- Joachim Dudeck (1932–2010) – Begründer des Klinischen Krebsregisters (Gießener Tumordokumentationssystem GTDS)
- Wolfgang U. Eckart (1952–2021), Medizinhistoriker und ehemaliger Direktor des Instituts für Geschichte und Ethik der Medizin
- Thomas Erastus – Professor (1558–1580)
- Wilhelm Erb – Professor (1803–1907) – leistete wichtige Beiträge zur Entwicklung der modernen Neurologie
- Georg Matthäus Gattenhof – von 1750 bis 1788 Professor, mehrmals Rektor und Dekan
- Otto Hallen – Professor Dr. med. (1968–1989), Direktor der neurologischen Abteilung der II. Medizinischen Fakultät
- Adam Hammer – Prof. Dr. med. (1837–1842), diagnostizierte als erster den Herzinfarkt am lebenden Menschen
- Harald zur Hausen – Vorsitzender und Wissenschaftliches Mitglied des Stiftungsvorstands des DKFZ, Nobelpreis für Medizin 2008
- Jakob Henle – Anatom und Pathologe, u. a. Entdecker der Henleschen Schleife
- Christian Herfarth (1933–2014) – Chirurg und Hochschullehrer
- Ida Henrietta Hyde – wurde 1896 als dritte Frau in Heidelberg promoviert und war später Professorin für Physiologie an der University of Kansas
- Henry Jarecki - Psychiater, Unternehmer, Mäzen und Produzent
- Karl Jaspers – Psychiater (1909–1913)
- Hugo A. Katus – Kardiologe, Erfinder des Troponin-T-Tests
- Ludolf von Krehl – Internist
- Arthur Kronfeld – Psychiater und Psychotherapeut (1908–1913)
- Wolfgang Kübler – Kardiologe
- Adolf Kußmaul – (studierte von 1840 bis 1848 und Professor von 1857 bis 1859) deutscher Arzt, Hochschullehrer und medizinischer Forscher, er gilt als Mit-Urheber des Begriffs Biedermeier
- Wilhelm Lange (1813–1881) – Professor der Gynäkologie, Direktor der Entbindungsanstalt
- Otto Meyerhof – Biochemiker (1908–1912, 1930–1938) Direktor des Kaiser-Wilhelm-Instituts (heute Max-Planck-Instituts für Medizinische Forschung), Nobelpreisträger 1922
- Ernst Moro (1874–1951), Pädiater, Klinischer Direktor der Kinderheilanstalt, 1936 ließ er sich auf eigenen Wunsch aufgrund der nationalsozialistischen Rassegesetze emeritieren
- Daniel Nebel – Mediziner, Apotheker und Botaniker sowie Kurpfälzischer Hofarzt, legte 1709 den Botanischen Garten Heidelbergs neu an
- Daniel Wilhelm Nebel – Mediziner und Chemiker; beschrieb das Nebelsche Steinkind
- Wilhelm Bernhard Nebel – Physiker und Mediziner, befasste sich ab 1729 mit der Inokulation der Pocken
- Franz Joseph von Oberkamp (1710–1767) – Mediziner
- Friedrich August Benjamin Puchelt (1784–1856) – ordentlicher Professor der Pathologie und Direktor der Klinik
- Edmund Randerath (1899–1961) – Pathologe, Professor, Dekan der medizinischen Fakultät, Rektor (1956–1957)
- José Rizal – Ophthalmologe (ca. 1890, Promotion), philippinischer Nationalheld und Schriftsteller
- Klaus Rother (1926–2016) – Immunologe, Prodekan (1972–1979), Prorektor (1980–1982) der Universität Heidelberg und Vorstandsmitglied des Universitätsklinikums Heidelberg (1986–1989)
- Gerd Rudolf – Professor für Psychosomatische Medizin und Psychotherapie
- Bert Sakmann – (Prof.) Nobelpreis für Medizin 1991
- Hans Schaefer – (Prof. 1950–1974)
- Gustav Adolf Scheel (1907–1979) – Reichsstudentenführer
- Franz Schieck – Professor für Augenheilkunde und Rektor in Königsberg, Halle und Würzburg
- Peter de Spina II. – Rektor und Leibarzt, Retter des Universitätsarchivs im Dreißigjährigen Krieg
- Peter de Spina III. – Medizinprofessor und Leibarzt, Retter des Universitätsarchivs im Dreißigjährigen Krieg
- Rahel Straus geb. Goitein (1880–1963) – studierte ab Mai 1900 als erste Frau, 1905 Staatsexamen, 1907 Promotion zum Dr. med.
- Alfred Vaucher (1833–1901), Schweizer Gynäkologe
- Friedrich Vogel – Fûhrender Humangenetiker, Gründungsdirektor des Instituts für Anthropologie und Humangenetik (1962–1993)
- Otto Warburg – Medizin, Physiologie, Nobelpreisträger 1931 (Stud., Prom., Habil.)
- Viktor Freiherr von Weizsäcker – Neurologe und Psychosomatiker (1908–1941, 1945–1952)
- Hans Widmer – Schweizer Mediziner und Politiker (1889–1939)
- Reinhard Ziegler – Internist und Endokrinologe, ordentlicher Professor für Innere Medizin

## Musikwissenschaften
- Thüring Bräm – Dirigent und Komponist, Rektor der Musikhochschule Luzern

## Naturwissenschaften/Mathematik
- Curt Abel-Musgrave – Chemiker (Promotion 1908)
- Johann Baptist Obernetter[1]
- Carl Josef Bayer – Chemiker (stud. 1869–1871)
- Rudolf Benkendorff – Meteorologe (stud. 1908–1910)
- Hans Georg Bock – Numeriker (Prof.)
- Alexander Porfirjewitsch Borodin – Chemiker und Komponist (stud. 1859–1962)
- Walther Bothe – Physiker (Prof.) Nobelpreis für Physik 1954
- Georg Bredig – Chemiker (Prof. 1901–1910)
- Hans Bucka – Physiker (Habilitand 1961)
- Robert Bunsen – Chemie (Prof. 1852–1889)
- Otto Bütschli – Zoologe, Zellforscher (Prof. 1878–1920)
- Albrecht Dold – Mathematiker (Prof. 1963–1996)
- Karl Drais – Erfinder (stud. 1803–1805)
- Loránd Eötvös – Physiker (stud. 1867–1870)
- Volker Franzen – Chemiker (Habilitand 1956 und danach Privatdozent)
- Leopold Gmelin – Chemiker (Prof. 1813–1853)
- Emil Julius Gumbel – Mathematiker (Prof. 1930–1932)
- Heinz Haber – Wissenschaftspopularisierer (Privatdozent 1945/46)
- Theodor Hänsch – Physiker (Prof.) Nobelpreis für Physik 2005
- Lothar Heffter – Mathematiker (stud.)
- Anton von Heiligenstein – Astronom und Mathematiker (stud. 1824/1825, habil. 1829, PD 1829–1834)
- Lavinia Heisenberg – Physikerin
- Stefan Hell – Physiker Nobelpreis für Chemie 2014 (stud. 1981–1987)
- Hermann von Helmholtz – Physiker (Prof. 1858–1870)
- Alfred Hettner – Geograph (Prof. 1899–1928)
- Norman J. Holter – Biophysiker (1914–1983)
- Heinrich Hübsch – (stud. 1813) Mathematik und Philosophie, war Architekt & Oberbaudirektor in Karlsruhe (* 1795 † 1863)
- J. Hans D. Jensen – Physiker (Prof.) Nobelpreis für Physik 1963
- Willi Jäger – Mathematiker (1940–)
- Horst Jung (* 1937) – Physiker, Professor für Biophysik und Strahlenbiologie, Ordinarius in Hamburg, Beiratsvorsitzender des Hamburger Tumorzentrums (Student bis 1961, Lehrtätigkeit ab 1968)
- Emanuel Kayser – Geologe und Paläontologe (1866–1867)
- Gustav Robert Kirchhoff – Physik (Prof. 1854–1875)
- Isidor Klimont (1869–1926) – Chemiker (Promotion 1891)
- Hermann Kopp – Chemiker (Prof. ab 1864)
- Albrecht Kossel – Chemiker (Prof. 1901–1927) Nobelpreis für Medizin 1910
- Otto Krug – Lebensmittelchemiker (Promotion 1891)
- Nikolaus von Kues – Mathematiker (stud.)
- Richard Kuhn – Chemiker (Prof.) Nobelpreis für Chemie 1938
- Robert Lauterborn – Hydrobiologe, Zoologe und Botaniker (stud. hab. Prof.)
- Philipp Lenard – Physiker (Prof. 1907–1938) Nobelpreis für Physik 1905
- Hubert Mara – Informatiker, eHumanities bzw. Digital Humanities und Archäoinformatik
- Mileva Maric – erste Frau von Albert Einstein, Wintersemester 1897/98 studierte sie an der Universität Heidelberg
- Michael Mästlin – Astronom – (Prof. 1580–1584)
- Hermann von Meyer – Wirbeltier-Paläontologe
- Anton Müller – Mathematiker (stud., Prom., Habil. 1822, PD 1822–1837, Universitätsbibliothekar)
- Claudia Neuhauser (* 1962) – deutsch-amerikanische Mathematikerin und Hochschullehrerin
- Janet Russell Perkins (1853–1933) – US-amerikanische Botanikerin und Forschungsreisende.
- Hermann Quincke – Physiker (Prof. 1875–1907)
- Rolf Rannacher – Mathematiker (Prof.)
- Werner Rauh – Botaniker (Prof. 1955–1981)
- Paul Reiner – Dr. (1886–1932), Reformpädagoge (stud.) Chemie, Mineralogie, Physik, Soziologie und Philosophie
- Friedrich Rose – Chemiker (Promotion 1861, Habilitation 1871, Assistent ab 1866, Privatdozent 1871–1872)
- Rudy Rucker – Mathematiker (Prof. 1978–1980)
- Herbert Seifert – Mathematiker (Prof.)
- Otto Schoetensack – Paläoanthropologe (Prof. 1904–1912)
- Georg Wittig – Chemiker (Prof.) Nobelpreis für Chemie 1979

## Philosophische und Philologische Fakultäten
- Felix Adler – Sprachwissenschaftler (stud. 1874)
- Michael von Albrecht – Klassischer Philologe (Prof.)
- Hannah Arendt – Philosophin (stud.)
- Rafael Arnold  – Romanist (Prof.)
- Jan Assmann – Ägyptologe (Prof.)
- Arnold Bergstraesser – Politikwissenschaftler
- Walter Berschin – Philologe (Prof.)
- Cornelia Betsch – Psychologin (stud., Prom 2006)
- Ernst Blass – expr. Dichter – (stud. jur. 1912/13–15; Prom.)
- Friedrich Burschell – Schriftsteller – (stud. phil. 1911–1913)
- Alexander Brückner – Historiker
- Conrad Celtis – Humanist – (stud. 1484–1485)
- Friedrich Creuzer – Philologe (Prof. 1804–1858)
- Rainer Dietrich – Germanist und Linguist (Prof., Prorektor 1983–1985)
- Albrecht Dihle – Klassischer Philologe (Prof.)
- Olaf Drümmer – Psychologe (stud. 1982–1990), später Software-Unternehmer und Sachbuchautor
- Robert Eberhardt – Kunsthistoriker und Unternehmer (Student 2007–2013)
- Hans von Eckardt – Soziologie, Politik und Medien (stud.1919, Prof. 1927)
- Joseph von Eichendorff (stud. 1807)
- Siegfried Englert – Sinologe
- Johann Simon Erhardt – Philosoph (o. Prof., Prorektor)
- Ludwig Finscher – Musikwissenschaftler, Balzan-Preis (Prof.)
- Johannes Freinsheim – Historiker (Prof. 1656–1660)
- Jakob Friedrich Fries – Philosoph (Prof. 1806–1816)
- Markus Gabriel – Philosoph (Prom. 2005, Habil. 2008)
- Hans-Georg Gadamer – Philosoph (Prof. 1949–1968)
- Georg Gottfried Gervinus – Literaturhistoriker (Prof. 1844–1853)
- Leonhard Grebner – Philosophie (Prof. 1723–1726)
- August Grisebach – Kunsthistoriker (Prof.)
- Friedrich Gundolf – Philologe (Prof.)
- Jürgen Habermas – Philosoph (außerordentlicher Professor 1961–1964)
- Karl Ludwig Hampe – Historiker (Prof. 1903–1936)
- Jacob Hardmann –  Jesuit, Philosoph, Theologe (Prof. 1754–1756)
- Dirk Hecht – Prähistoriker und Archivar (stud. 1993–1999, Prom. 2005)
- Georg Wilhelm Friedrich Hegel – Philosoph (Prof. 1816–1818)
- Johann Christoph Held – Klassischer Philologe (stud. 1809–1811)
- Johannes Hiltebrant – humanistischer Lehrer (stud. 1496–1497)
- Ulrich Hochschild – Botschafter
- Felix Holldack – Rechtswissenschaftler und Hochschullehrer (Studium und Promotion)
- Ignaz Hub – Dichter, Redakteur und Herausgeber (prom. 1834)
- Karl Jaspers – Philosoph (1913–1948)
- Charlotte Kerr – Schauspielerin, Regisseurin und Produzentin
- Gottfried Keller – Dichter (stud. 1848–1850)
- Bertha Kipfmüller – Lehrerin und Friedensaktivistin
- Wolfgang Klein – Linguist, Leibnizpreisträger
- Rolf Klemmt – Direktor am Germanistischen Institut der finnischen Universität Jyväskylä, Autor und Übersetzer
- Johannes Koch (1763–1843) – Professor für Metaphysik und Anhänger Kants
- Hermann Köchly – klassischer Philologe (Prof. 1864–1876)
- Rolf Lauter – Kunsthistoriker, Kurator
- Lothar Ledderose – Kunsthistoriker, Ostasiat. Kunstsch., Balzan-Preis (Prof.)
- Karl Lemcke – Ästhetiker, Kunsthistoriker, Liedtexter sowie später Rektor an der Universität Stuttgart
- Peter Luder – Humanist (stud. 1431–1433)
- Jakob Loewenberg – Schriftsteller und Pädagoge (stud. 1885–1886)
- Hubertus zu Löwenstein – Journalist, Schriftsteller und Politiker
- Karl Löwith – Philosoph (Prof. 1952–1973)
- Philipp Melanchthon – Reformator (stud. 1509–1512)
- Johann Friedrich Mieg – Historiker (Prof. für Hebräische Sprache)
- Franz Josef Mone – Historiker und Archivdirektor des Generallandesarchives in Karlsruhe (stud. 1814–1816)
- Glenn W. Most – Altphilologe, Leibniz-Preisträger (* 1952)
- Carl Neumann – Kunsthistoriker (Prof.)
- Friedrich Panzer – Germanist (Prof. 1919–1956)
- Matthias Pasor – deutscher reformierter Theologe, Mathematiker und Linguist (stud. 1616–1620; Prof. 1620–1623)
- Georg Picht – Philosoph, Theologe (Prof. 1960–1972, deutsche Bildungskatastrophe 1964)
- Jacob Picard – Dichter, Schriftsteller – (stud.jur. vor Erstem Weltkrieg)
- Samuel von Pufendorf – Naturrechtsphilosoph, Historiker, Völkerrechtslehrer (Prof. 1661–1668)
- Petrus Ramus – Philosoph (außerordentlicher Lehrer 1569–1570)
- Hermann Ranke – Ägyptologe (Prof. 1878–1953)
- Egon Ranshofen-Wertheimer – Diplomat (stud.)
- Karl Alexander von Reichlin-Meldegg – Philosoph (Prof. 1832/1839–1877)
- Heinrich Rickert – Philosoph (Prof. 1916–1936)
- Eduard Maximilian Röth – Philosoph (habil 1840, Prof. 1846–1858)
- Karl Ludwig Roth – klassischer Philologe (Prom 1834)
- Thomas Roth – Journalist (stud.)
- Edith Rothe – Bibliothekarin, Autorin und Publizistin
- Friedrich Christoph Schlosser – Historiker (Prof. 1817–1861)
- Friedrich Alfred Schmid Noerr – Philosoph (Prof. 1910–1918)
- Heinrich Schmid – Philosoph (a.o. Prof.)
- Barbara Schmitt-Englert – Sinologin
- Anna Seghers (Netty Reiling) – Dichterin (Studierende der Kunstgeschichte, 1920–1924, Dr. phil. 1924)
- Franz Six – Zeitungswissenschaftler, NS-Funktionär
- Joseph Stöckle – Philologe und Schriftsteller (stud. 1870–1871)
- Henry Sweet – Philologe
- Johann Andreas von Traitteur – Geometriker (Prof. 1784–1803, Dr. phil. 1786)
- Henry Thode – Kunsthistoriker (Prof.)
- Heinrich Thorbecke – Arabist (Privatdozent und außerordentlicher Professor 1868–1885)
- Heinrich von Treitschke – Historiker (Prof. 1867–1874)
- Ralph Tuchtenhagen – Historiker (Privatdozent 2001–2003)
- Johann Heinrich Voß – Übersetzer (Prof. 1805–1826)
- Jules Vuy – Schweizer Politiker, Lyriker, Historiker und Politiker
- Alfred Weber (1868–1958) – Geschichtsphilosophie, Kultur- und Staatssoziologie
- Franz Emanuel Weinert – Psychologe (Prof. 1968–1982)
- Friederike Werner – Ägyptologin (Promotion 1994)
- Wilhelm Windelband – Philosoph (Prof. 1903–1915)
- Katharina Windscheid – Wegbereiterin für das Frauenstudium in Deutschland (Dr. phil. 1895, erste in Heidelberg promovierte Frau)
- Wilhelm Wundt – Psychologe (Prof. 1864–1874)
- Johannes Zimmermann – Psychologe (Promotion 2011)

## Rechtswissenschaft
siehe auch: Juristische Fakultät der Universität Heidelberg
- Hans Affolter (1870–1936) – Schweizer Jurist und Politiker
- Kaspar Agricola (1514/1524–1597) – Jurist (Student, Professor, Dekan, Rektor)
- Jakob Amsler (1848–1909), Schweizer Jurist und Politiker
- Christian Baldauf (* 1967) – Jurist und Politiker
- Alexander Bellendörfer (1436–1512), Kanzler und Protonotar der Kurpfalz – Student ab 1450
- Friedrich Bernet (1829–1872), Schweizer Jurist, Redakteur und Politiker
- Karl Heinrich Ludwig Brinckmann (1809–1855), Rechtswissenschaftler, Privatdozent von 1846 bis 1855
- Johann Caspar Bluntschli – Jurist (Prof.)
- Oskar von Bülow – Jurist, Rechtswissenschaftler, Habilitation 1863 de praejudicialibus exceptionibus an der Ruperto Carola, von 1863 bis 1865 Privatdozent ebenda, Prof. Gießen, Tübingen, Leipzig
- Stephan Harbarth – Mitglied des Deutschen Bundestages, Richter und Präsident des Bundesverfassungsgerichtes
- Carl Burckhardt – Schweizer Politiker und Jurist (stud.)
- Ludwig August Burckhardt – 1863 Jurist und Historiker (stud.)
- Joachim F. Christopeit – Intern. Manager und Jurist (Prof. für intern. Wirtschaftsrecht)
- Joachim Christian Coch – Rechtsgelehrter in Schwedisch-Pommern und Richter am Wismarer Tribunal
- Basil Ferdinand Curti (1804–1888) – Schweizer Jurist und Politiker
- Hugo Donellus – Jurist, Humanist, Hochschullehrer (Prof. 1573–1579)
- Georges Favon – Schweizer Journalist und Politiker
- Franz Wilhelm Anton Gambsjäger (1753–1816) – Straf- und Kirchenrechtler (Habil., Prof., Rektor)
- Otto von Gierke – Jurist
- Reinhard Goerdeler – Jurist (Diss. 1948)
- Heinz Cramer – Berufssoldat
- Karl Julius Guyet – Jurist (1818–1836: Stud., Prom., Habil., Prof.)
- Adam Huth – Jesuit und Kirchenrechtler (Prom., Prof., Dekan)
- Georg Jellinek – Jurist (Prof. 1891–1911)
- Franz Jügert (1563–1638) – Jurist, Syndikus und kurpfälzischer Assessor am Reichskammergericht
- Paul Kirchhof – Jurist (Prof. seit 1981)
- Juliane Kokott – Generalanwältin am Gerichtshof der europäischen Gemeinschaften
- Marcus Krüsmann – Jurist, unter anderem Bürgermeister in Limburg a. d. Lahn
- Hermann Emil Kuenzer – Jurist, Oberst a. D., Reichskommissar, Interpol
- Johann Jacob Lang (1801–1862) – Rechtswissenschaftler (Stud., Prom., Habil.)
- Robert von Lucius – Journalist und Autor (Student ab 1968)
- Carl Joseph Anton Mittermaier (Prof. 1821–1867)
- Fruzsina Molnár-Gábor (* 1984) – ungarisch-deutsche Juristin und Professorin (Stud., Prom.)
- Daniel Nebel (1558–1626), Jurist und Rektor
- Gustave Pictet (1827–1900), Schweizer Jurist und Politiker
- Alfred von Planta (1857–1922) – Schweizer Jurist, Diplomat, Industrieller und Politiker, Präsident des Schweizer Nationalrates
- Mark G. von Pückler (1940–2023) – Jurist und Fachautor
- Gustav Radbruch – Prof. für Strafrecht und Rechtsphilosophie
- Frédéric Raisin (1851–1923) – Schweizer Jurist, Politiker und Kunstsammler
- Friedrich Graf von Rhena – Diplomat und Mitglied des Hauses Baden (Student ab 1897)
- Oswald Ring (1935–2023) – Jurist und Medienmanager (stud. 1954–1958)
- Herbert Roth – Zivilrechtler (Prof.)
- Hanns Martin Schleyer – Jurist (stud. 1933–1938)
- Carl von Schubert – Staatssekretär im Auswärtigen Amt der Weimarer Republik (stud. bis 1904)
- Albert Schulz (Pseudonym San-Marte) – Jurist, Dichter, Literaturwissenschaftler und Germanist (stud. 1822–1824), kurzzeitig im Heidelberger Studentenkarzer inhaftiert
- Robert Schumann – Jurist (stud. 1829)
- Rolf Serick – Jurist (Prof. 1956–1987)
- Georg von Siemens – Gründer der Deutschen Bank (stud.)
- Willy Spannowsky – Jurist, Inhaber Lehrstuhl Öffentliches Recht 1994–1995 in Heidelberg, seit 1995 Lehrstuhlprofessor an der TU Kaiserslautern
- Johannes de Spina (1642–1689), Jurist und Rektor
- Johann Jakob Stutz (1842–1913), Schweizer Jurist und Politiker
- Awet Tesfaiesus, Politikerin und Juristin;  die erste Schwarze Frau, die Mitglied des Deutschen Bundestags wurde (stud.)
- Anton Friedrich Justus Thibaut – Jurist (Prof. für römisches Recht 1805–1840, Rektor der Universität 1805–1807 und 1821)
- Johann Rudolf von Toggenburg, Schweizer Jurist und Politiker
- Peter Ulmer – Jurist (Prof. 1975–2001, Rektor der Universität 1991–1997)
- Karl Adolph von Vangerow – Jurist (Prof. für römisches Recht 1840–1870)
- Ludwig Vieli – Schweizer Jurist (stud.)
- Ernst Walz – Jurist (ao. Prof. für Verwaltungsrecht, ehrenhalber Senator der Universität zu seinem 40. Amtsjubiläum als Oberbürgermeister der Stadt 1926)
- Martin Paul Waßmer – Rechtswissenschaftler (Prof. für Strafrecht und Strafprozessrecht)
- Franz Ignaz Wedekind – Rechtswissenschaftler (Prom., Prof., Dekan, Rektor und Prokanzler an der Hochschule)
- Georg Joseph Wedekind – Rechtswissenschaftler (Prom., Prof.)
- Robert Weissenbach – Schweizer Jurist und Politiker (stud.)
- Otto Günther von Wesendonk – Promotion 1908, Diplomat, Orientalist, Schriftsteller
- Albert Wessel – Schweizer Jurist und Politiker (stud.)
- Ulrich Wille – Schweizer General im Ersten Weltkrieg
- Bernhard Windscheid – Jurist (Prof. für römisches Recht 1871–1874)
- Carl-Heinz Witt – Rechtswissenschaftler und Hochschullehrer (Habil., apl. Prof.)
- Adolf Wolters (1891–1962), Landesrat beim Provinzialverband Westfalen und Landschaftsverband Westfalen-Lippe
- Joel Zussman (1910–1982) – Präsident des israelischen Obersten Gerichts

## Sozialwissenschaften
- Klaus von Beyme – Politologe (Prof. 1974–1999)
- William Edward Burghardt Du Bois – Soziologe (stud. um 1892–1894)
- Jürgen Domes – Politologe (prom. 1960)
- Norbert Elias – Soziologe (stud. 1919, postgrad. stud. 1924–1930)
- Christof Hartmann – Politologe (1998–1999), Senior Research Fellow
- Georg von Hatzfeld – Verleger, 1950/51 gewaltfreie Besetzung der Insel Helgoland. (stud.)
- Björn Kraus – Sozialwissenschaftler (prom. 2000)
- Tadzio Müller – Politologe und Aktivist
- Paul Reiner – Reformpädagoge, Dr. (stud.), Chemie, Mineralogie, Physik, Soziologie und Philosophie
- Stefanie Seiler – Soziologin
- Manfred G. Schmidt – Politologie
- Anja Senz – Politologin, Sinologin
- Dolf Sternberger – Politologe (Prof. 1960–1989)
- Max Weber – Soziologe
- Hansjörg Weitbrecht – Soziologe (Honorarprofessor seit 1994)

## Theologie
- Rainer Albertz – ev. Theologe (stud.)
- Klaus Berger – ev. Theologe (Prof.)
- Rudolf Bohren – ev. Theologe (Prof.)
- Heinrich Bornkamm – ev. Theologe (Prof.)
- Günther Bornkamm – ev. Theologe (Prof.)
- Paul Brandt – ev. Geistlicher, Redakteur, Gewerkschafter und Politiker (stud.)
- Johannes Brenz – ev. Theologe u. Reformator (stud.)
- Martin Bucer – ev. Theologe u. Reformator (stud.)
- Hans von Campenhausen – ev. Theologe (Prof.)
- Johann Amos Comenius – Theologe, Pädagoge (stud. 1613–1614)
- Johann Lorenz Crollius – ref. Theologe (Prof., Prorektor)
- Georg Cruciger – ev. Theologe, Philosoph (stud. 1598–1600)
- Martin Dibelius – ev. Theologe (Prof.)
- Johannes Eck – kath. Theologe (stud.)
- Wolfgang Fenske – ev. Theologe (stud.)
- Heinrich Benedikt Fleischbein – kath. Theologe (Prof.), Priester, 1786 und 1790 Dekan der Theologischen Fakultät
- Martin Frecht – ev. Theologe u. Reformator (Prof., Rektor 1530/31)
- Gustav Hölscher – ev. Theologe (Prof.)
- Nikolaus von Kues – kath. Theologe (stud.)
- Heinz-Wolfgang Kuhn – ev. Theologe (stud., Prof.)
- René Leudesdorff – evangelischer Geistlicher und Autor. 1950/51 gewaltfreie Besetzung der Insel Helgoland. (stud.)
- Bartholomäus Lutz – kath. Theologe und Kirchenrechtler (Prof.)
- Martin Lydius – ev. Theologe und Vorsteher des Collegium Philosophicum
- Philipp Marbach – ev. Theologe (Prof.)
- Johan Friedrich Mieg – reformierter Theologe (Prof., Rektor 1676, 1684)
- Ludwig Christian Mieg – reformierter Theologe (stud., Prof., Rektor 1708)
- Ludwig Georg Mieg – reformierter Prediger, Theologe und Hochschullehrer (stud., Ephorus des Sapienzkollegiums)
- Theophilus Neuberger – ev. Theologe (stud. ab 1610)
- Johannes Oekolampad – ev. Theologe u. Reformator (stud.)
- Caspar Olevian – ev. Theologe (Prof.)
- Wolfhart Pannenberg – ev. Theologe (stud.)
- David Pareus – ev. Theologe (Prof.)
- Reinhold Pauli (1638–1682), ev. Theologe (Stud, Prom. 1666)
- Johann Pfeffer – kath. Theologe (stud., Prof.)
- Amandus Polanus von Polansdorf – ev. Theologe (stud.)
- Gerhard von Rad – ev. Theologe (Prof.)
- Rolf Rendtorff – ev. Theologe (Prof., Rektor 1970–1972)
- Richard Rothe – ev. Theologe (Prof.)
- Dominique Salhorgne – kath. Theologe (Prof.), später Ordensgeneral der Lazaristen
- Erhard Schnepf – ev. Theologe u. Reformator (stud.)
- Jakob Schopper – ev. Theologe (Prof., Prom.)
- Hans-Joachim Schwager – ev. Theologie (stud.)
- Lothar Steiger – ev. Theologe (Prof.)
- Heřman z Tardy – ev. Theologie (stud.)
- Gerd Theißen – ev. Theologe (Prof.)
- Helmut Thielicke – ev. Theologe 1936–1940 (Prof.)
- Immanuel Tremellius – ev. Theologe (Prof.)
- Ernst Troeltsch – ev. Theologe (Prof.)
- Zacharias Ursinus – ev. Theologe (Prof.)
- Heinz-Dietrich Wendland ev. Theologe (1929 Privatdozent mit Lehrauftrag für Neues Testament und Sozialethik; 1934 Evang. Studentenpfarrer in Heidelberg)
- Franz Xaver Werk – kath. Theologe (Prof.)
- Claus Westermann – ev. Theologe (Prof.)
- Hans Walter Wolff – ev. Theologe (Prof.)
- Girolamo Zanchi – ev. Theologe (Prof.)
- Georg Ziegler – Missionar in China

## Wirtschaftswissenschaften
Das Fach Nationalökonomie / VWL wurde als „Staatswissenschaften“ begonnen. Betriebswirtschaftslehre kam später hinzu.
- Max Markgraf von Baden (1933–2022) – Unternehmer und Chef des Haues Baden (Student)
- Rudolf Haas (1843–1916) – Geheimer Kommerzienrat, Montanunternehmer
- Johann Heinrich Jung-Stilling – (Prof. 1784–1786)
- Karl Knies – Nationalökonom (Prof. 1865–1896)
- Ludwig Walrad Medicus – Hochschullehrer für Forst- und Landwirtschaft, (Stud. 1787–1791; a.o. Prof. 1795–1804)
- Erich Preiser – Nationalökonom (Prof. 1947–1956)
- Karl Heinrich Rau – Begründer der Nationalökonomie, Prof. 1822–1870
- Alfred Weber – Nationalökonom (Prof. 1897–1947)
- Victor Zarnowitz (1919–2009) – polnisch-US-amerikanischer Nationalökonom

## Politiker
- Andreas Ackermann (1946–2024), Politiker (SPD)
- Gökay Akbulut – Politikerin (stud. 2003–2008)
- Prinz Max von Baden (1867–1929) – letzter Reichskanzler des Kaiserreiches (Student 1886/87, Dr. iur. 1889)
- Reinhard Bütikofer – Bundesgeschäftsführer von Bündnis 90/Die Grünen (Student um 1975)
- Jutta Ditfurth – Politikerin, Autorin, Aktivistin, Journalistin (Studentin ab 1969)
- Joseph Goebbels (1897–1945), Nationalsozialistischer Politiker[2]
- Xaver Jung – Politiker
- Silvana Koch-Mehrin – FDP-Politikerin, MdEP (Studentin)
- Helmut Kohl – Bundeskanzler a. D.
- Ricarda Lang – Parteivorsitzende von Bündnis 90/Die Grünen (Studentin)
- Rezzo Schlauch – Ex-MdB, Ex-Parlamentarischer Staatssekretär
- Beatrix von Storch geb. Herzogin von Oldenburg – AfD-Politikerin, MdB (Studentin)
- Hans-Christian Ströbele – MdB (Student 1960 bis ?)
- Florian Toncar – FDP-Politiker, MdB und parlamentarischer Geschäftsführer der FDP-Fraktion im Bundestag
- Alena Trauschel – FDP-Politikerin, seit 2021 MdL und jüngste Abgeordnete im Landtag von Baden-Württemberg aller Zeiten (Studentin zum Zeitpunkt der Wahl)
- Bernhard Vogel – rheinland-pfälzischer und thüringischer Ministerpräsident a. D., 1960–1967 Wissenschaftlicher Assistent und Lehrbeauftragter am Institut für Politische Wissenschaft
- Ute Vogt – SPD-Politikerin (Studentin)